# 放浪語
放浪語（ほうろうご）、または遍歴語（へんれきご）は、多くの言語や文化、特に通常は貿易に関連して、互いに遠く離れている言語や文化の間で借用語として広まっている語である。そのため、放浪語は言語接触の幅広い研究中における歴史言語学と社会言語学の観点から好奇心を持たれている。十分な時間が経っている場合、その語がどの言語や語族に由来し、どの言語に借用されたかを確定することは非常に困難な場合がある。

## 例
放浪語の典型的な例としては、sugar（砂糖）、ginger（生姜）、copper（銅）、silver（銀）、cumin（クミン）、mint（ミント）、wine（ワイン）、honey（蜂蜜）などがあり、そのうちのいくつかは青銅器時代の貿易にまで遡ることができる。
海路経由の変種のtea（茶）とユーラシア大陸経由の変種のchai（チャイ）（どちらの変種も英語に入ってきている）を含むteaは、その普及が人類の歴史の中で比較的遅れて起こった例であるため、かなりよく理解されている。teaは、福建省のアモイ港の泉漳語、特に廈門語由来の海経由の変種であり、一方、cha（chaiの由来）は広東語と官話で使われている。詳細については、茶の語源を参照。
ฝรั่ง（ファラン）は、アラビア語とペルシア語を介して民族名フランクに由来する語であり、（通常は白人、ヨーロッパ人の）外国人を指す。上記の2つの言語から、この語は、ヒンディー語、タイ語、アムハラ語など、インド洋上またはその近くで話されている多くの言語に借用されている。
もう1つの例はオレンジである。これはドラヴィダ語（タミル語、テルグ語、マラヤーラム語など）に由来し、英語に入った道筋としては、サンスクリット語、ペルシア語、おそらく、アルメニア語、アラビア語、後期ラテン語、イタリア語、古フランス語の順であったと考えられる。
テュルク語に由来するarslan（「ライオン」）という言葉は、ハンガリー語、満州語、ペルシア語に至るまで広く分布しているが、一部の言語では単に個人名として使われるにすぎず、また英語の小説シリーズ『ナルニア国物語』ではアスランとして使用されている。
古代の借用語の中には、書記体系の普及に関連したものもある。その例としては、シュメール語のmusar「書かれた名前、碑文」、アッカド語のmusarum「文書、印章」があるが、これは明らかに茶の語源の*mudra-「印章」（中期ペルシャ語のmuhr、サンスクリットのmudrā）から借用されたものである。さらに古い（後期新石器時代の）放浪語がいくつか提案されており、例えば、シュメール語のbalag、アッカド語のpilakku-、インド・ヨーロッパ祖語のpelek'u-「斧」などがある。しかし、アッカド語のpilakku-は実際には「紡錘」を意味し、シュメール語のbalagは正しくは「大太鼓またはハープ」を意味するbalaĝ（ĝは[ŋ]を意味する）と転記され、アッカド語にbalangu-として借用された。